# Lukáš Ticháček

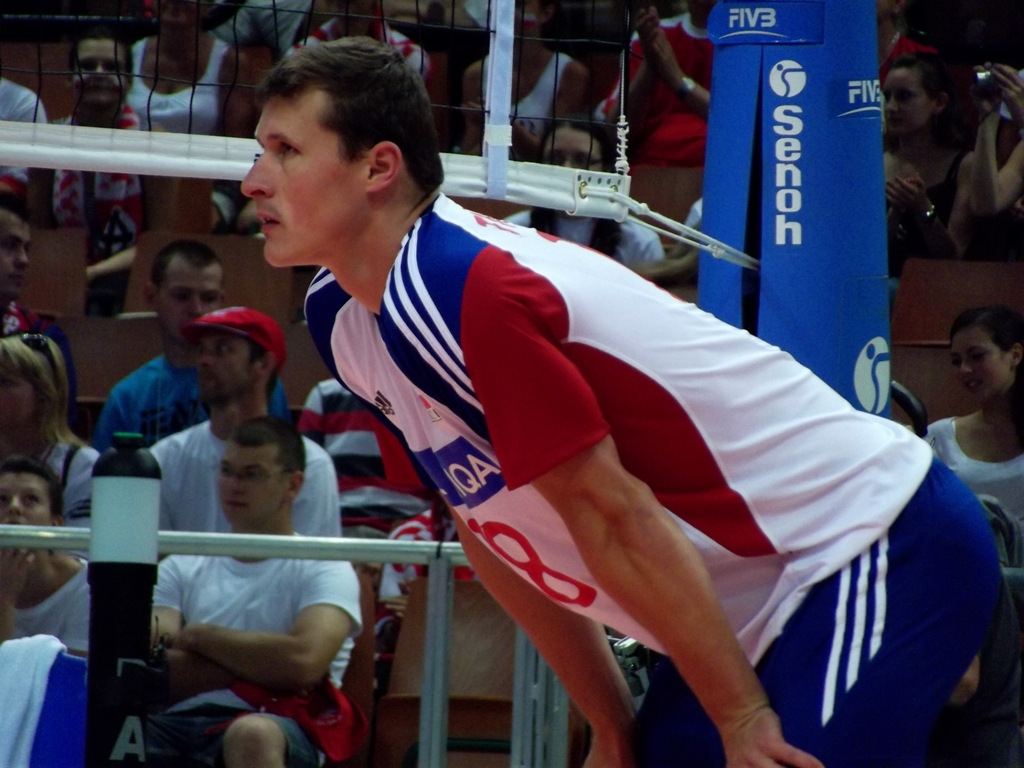
Lukáš Ticháček reprezentantem Czech w 2011 roku

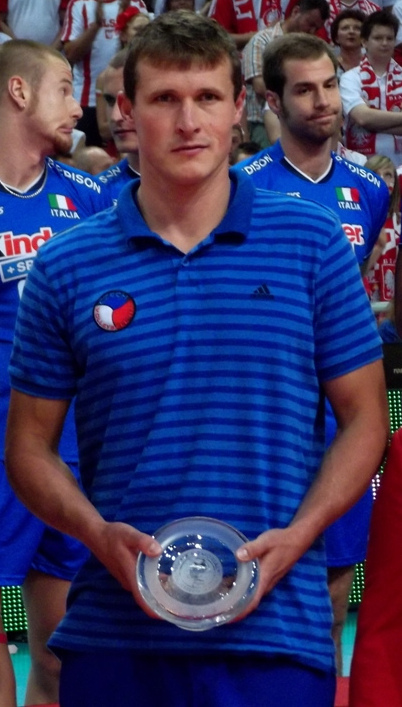
Lukáš Ticháček najlepszym rozgrywającym Memoriału Huberta Jerzego Wagnera 2011

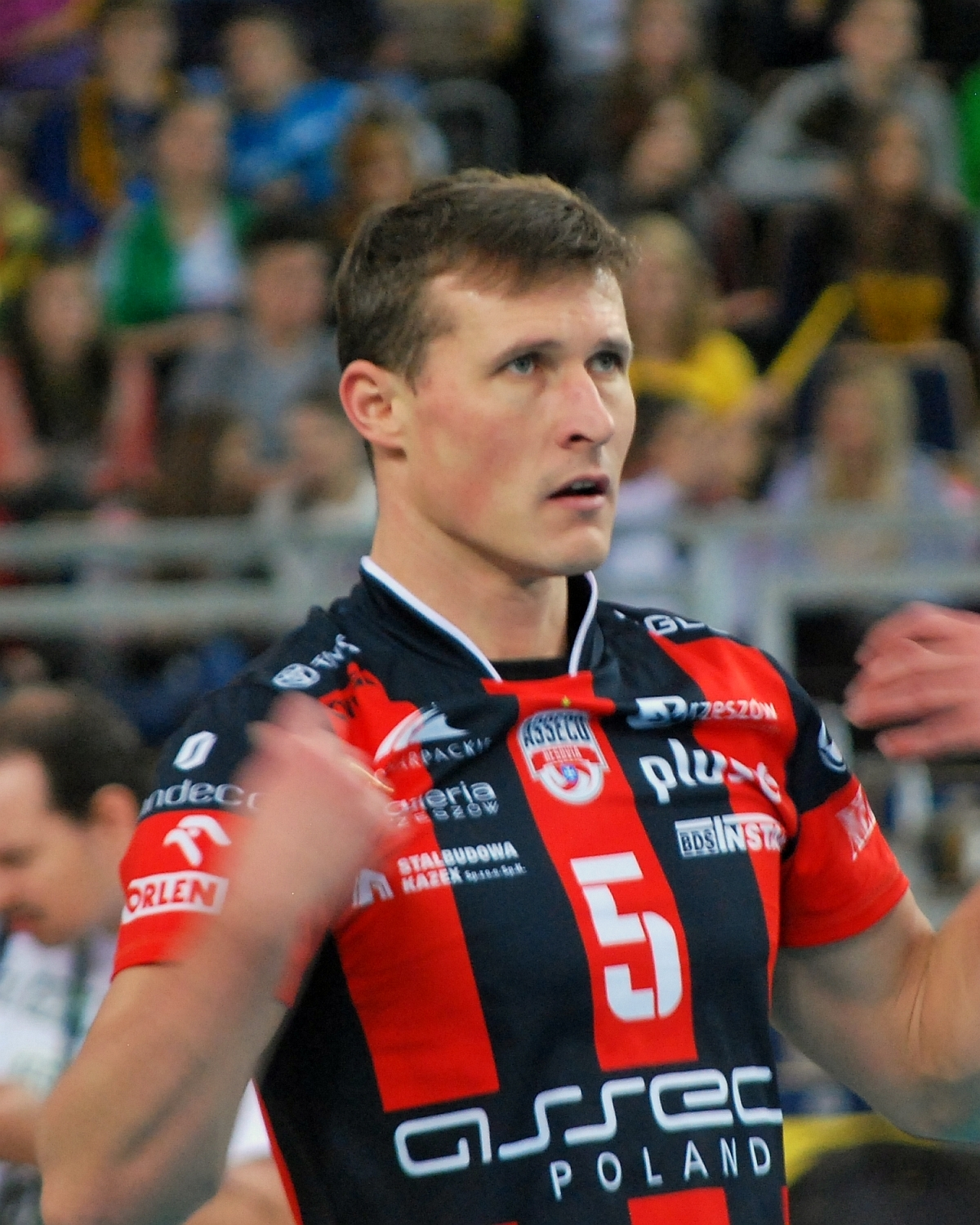
Lukáš Ticháček zawodnikiem Asseco Resovii Rzeszów w latach 2011-2018

Lukáš Ticháček (wym. [ˈlukaːʃ ˈtɪxaːt͡ʃɛk]; ur. 12 stycznia 1982 w Przerowie) – czeski siatkarz z polskim obywatelstwem, grający na pozycji rozgrywającego. 
W latach 2011–2019 występował na parkietach PlusLigi:
Statystyki
| Liczba rozegranych meczów | 194 |
| Liczba rozegranych setów  | 575 |
| Liczba punktów zdobytych  | 228 |
| Liczba asów               | 96  |
| Liczba bloków punktowych  | 83  |
| Liczba skutecznych ataków | 49  |

## Przebieg kariery
| Lata                      | Klub                   |
| ------------------------- | ---------------------- |
| –2006                     | VK Dukla Liberec       |
| 2006–2011                 | VfB Friedrichshafen    |
| 2011–2018                 | Asseco Resovia Rzeszów |
| 2018 (do 29.11.2018)      | Stocznia Szczecin      |
| 2018–2019 (od 07.12.2018) | MKS Będzin             |
| 2019–2021                 | VK ČEZ Karlovarsko     |
| 2021–2022                 | Gwardia Wrocław        |
| 2022–                     | VK Dukla Liberec       |

## Sukcesy klubowe
Puchar Czech:
- 2001, 2023[3]

Mistrzostwo Czech:
- 2001, 2003, 2006, 2021
- 2004, 2005

Puchar Top Teams:
- 2005

Puchar Niemiec:
- 2007, 2008

Liga Mistrzów:
- 2007
- 2015

Mistrzostwo Niemiec:
- 2007, 2008, 2009, 2010, 2011

Puchar CEV:
- 2012

Mistrzostwo Polski:
- 2012, 2013, 2015
- 2014, 2016

Superpuchar Polski:
- 2013

## Sukcesy reprezentacyjne
Memoriał Huberta Jerzego Wagnera:
- 2011

Liga Europejska:
- 2013

## Nagrody indywidualne
- 2010: Najlepszy zagrywający Memoriału Huberta Jerzego Wagnera
- 2011: Najlepszy rozgrywający Memoriału Huberta Jerzego Wagnera